# McDonnell Douglas MD-90
Die McDonnell Douglas MD-90 ist ein von 1993 bis 2000 gebautes zweistrahliges Schmalrumpfflugzeug für Kurz- und Mittelstrecken des US-amerikanischen Flugzeugherstellers McDonnell Douglas.
Bis zum Jahr 2020 wurden sämtliche kommerziell genutzten Maschinen dieses Typs ausgesondert. Mit Stand Juni 2024 sind nur noch drei MD-90 weltweit zugelassen, alle drei auf den Flugzeughersteller Boeing. Die Maschinen sollen als Versuchsträger für die Entwicklung der Boeing X-66A genutzt werden.

## Geschichte
Die Entwicklung der dritten Generation der DC-9 wurde im November 1988 gestartet, der Erstflug der einzigen Version MD-90-30 fand am 22. Februar 1993 statt. Die MD-90 verfügt über ein modernes Cockpit mit EFIS-Bildschirmen und ein Flight Management System. Nach einem Zertifizierungsprogramm wurde der Flugzeugtyp am 16. November 1994 zugelassen, das erste Flugzeug am 24. Februar 1995 an Delta Air Lines ausgeliefert, die 31 Exemplare orderte.
Nachdem McDonnell Douglas 1997 von Boeing übernommen worden war, gab Boeing 1997 bekannt, die Produktion des Jets einzustellen; die letzte von insgesamt 117 gebauten MD-90 wurde am 23. Oktober 2000 an Saudi Arabian Airlines ausgeliefert.
Der Übernahme durch Boeing fielen die MD-90 samt den geplanten verkürzten und verlängerten Varianten MD-90-10 und MD-90-50 zum Opfer, denn das Flugzeug verkaufte sich nur schleppend und konkurrierte außerdem mit der hauseigenen Boeing 737. Der Grund für den schweren Stand am Markt war vor allem die Airbus-A320-Familie, mit deren moderner Technologie die MD-90 nicht mithalten konnte. Außerdem hatten die A320 einen größeren Rumpfquerschnitt und boten dadurch mit der 3+3-Sitzkonfiguration die bessere Bestuhlung gegenüber der 2+3-Variante bei der MD-90. Lediglich die bereits weit fortgeschrittene Entwicklung zu einer auf 100 Sitze verkleinerten MD-95 übernahm Boeing und brachte sie als Boeing 717 auf den Markt.
Lediglich zwei von ursprünglich 40 geplanten MD-90-30T wurden in Shanghai produziert und an China Northern Airlines geliefert. Einige Komponenten aus dieser Lizenzfertigung wurden dann für die später entwickelte Comac C909 übernommen.

## Betreiber

### Besteller
Insgesamt dreizehn Fluggesellschaften betrieben werksneue Maschinen.
| Betreiber                 | Anzahl (aktiv) | Erstlieferung | Anmerkungen |
| ------------------------- | -------------- | ------------- | ----------- |
| Air Aruba                 | 03             | 20.11.1998    |             |
| AMC Aviation              | 01             | 23.9.1997     |             |
| China Eastern Airlines    | 09             | 8.10.1997     |             |
| China Northern Airlines   | 013            | 26.7.1996     |             |
| Delta Air Lines           | 016            | 24.2.1995     |             |
| EVA Air                   | 03             | 30.10.1996    |             |
| Great China Airlines      | 01             | 18.3.1997     |             |
| Japan Air System          | 016            | 30.6.1995     |             |
| Kibris Türk Hava Yollari  | 02             | 27.3.1997     |             |
| Reno Air                  | 05             | 28.3.1996     | geleast     |
| SAS Scandinavian Airlines | 08             | 16.10.1996    |             |
| Saudi Arabian Airlines    | 029            | 26.4.1998     |             |
| Uni Air                   | 010            | 25.11.1996    |             |
| Gesamt                    | 0116           |               |             |

Von 117 produzierten MD-90 ist mit Stand Juli 2020 keine mehr im aktiven Dienst.

## Zwischenfälle
- Am 24. August 1999 starb ein Passagier bei einer Explosion an Bord einer MD-90-30 der Uni Air (B-17912) während der Landung auf dem Flughafen Hualien. Die Explosion war mutmaßlich durch das Mitführen entzündlicher Flüssigkeit im Handgepäck verursacht worden (siehe auch Uni-Air-Flug 873).[4]

- Am 9. März 2009 kam eine MD-90-30 der Lion Air bei der Landung auf dem Flughafen Jakarta seitlich von der Landebahn ab, wobei das Hauptfahrwerk einknickte und die Maschine mit der Rumpfunterseite aufsetzte. Die 172 Personen an Bord überstanden den Vorfall unbeschadet, das Flugzeug musste jedoch als Totalverlust abgeschrieben werden.[5]

## Technische Daten

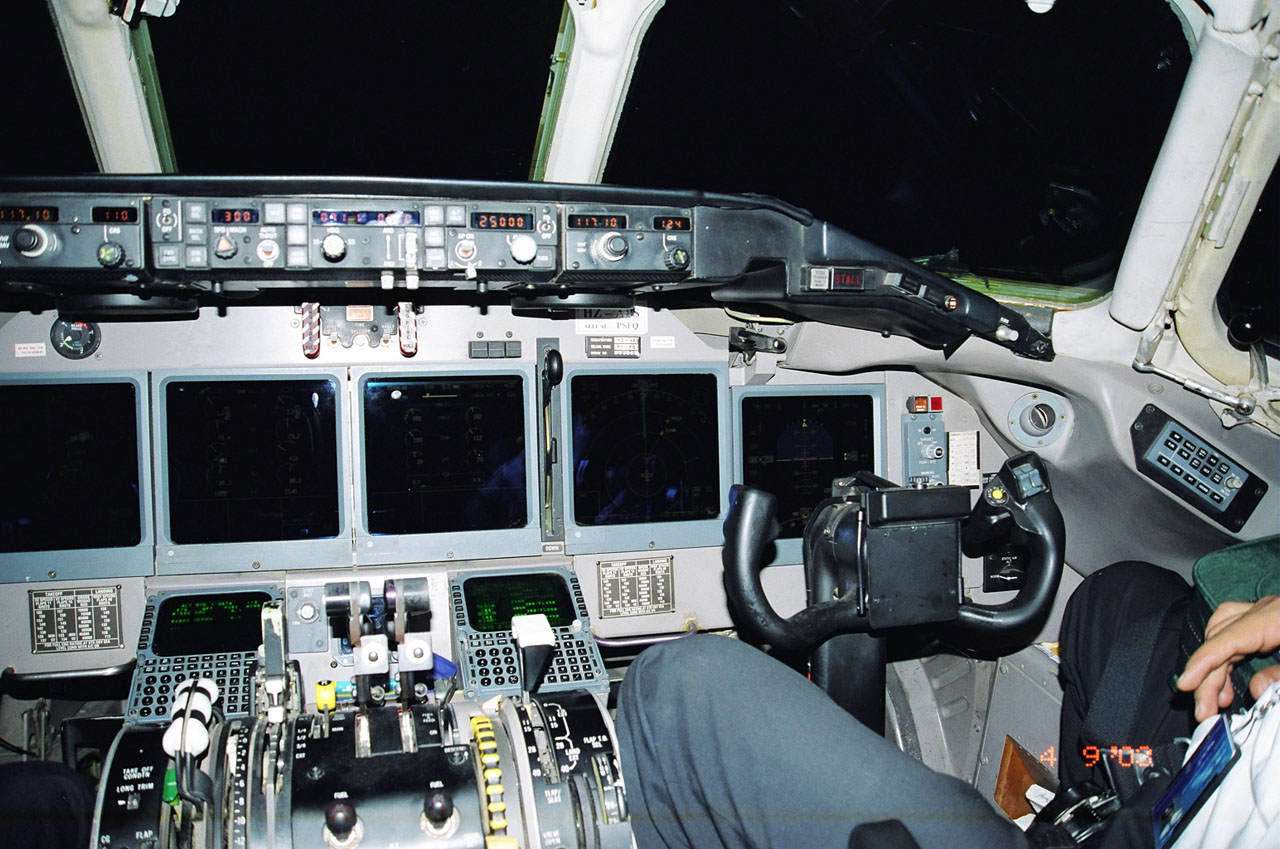
Cockpit einer MD-90

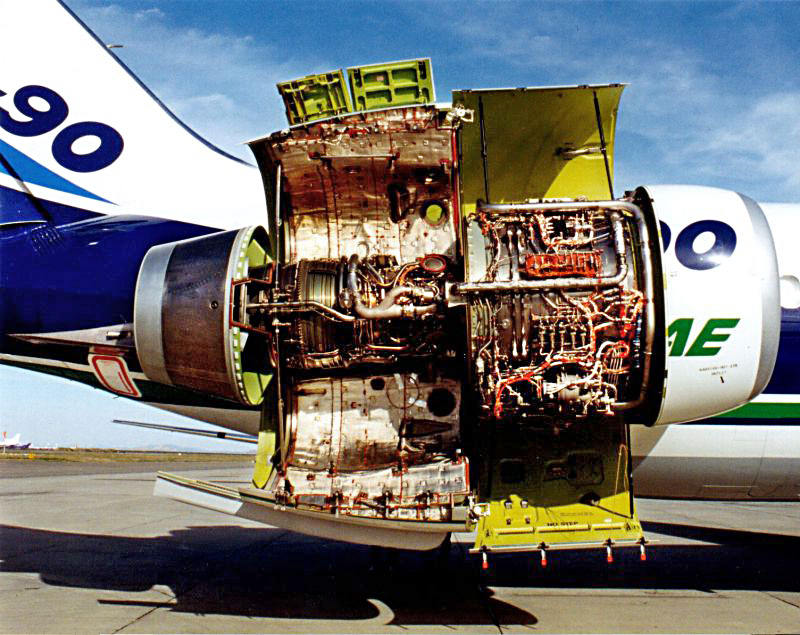
Geöffnetes Triebwerk einer MD-90

| Kenngröße            | MD-90-30          |
| -------------------- | ----------------- |
| Länge                | 46,50 m           |
| Spannweite           | 32,87 m           |
| Höhe                 | 9,40 m            |
| Flügelfläche         | 92,97 m²          |
| max. Startmasse      | 70.760 kg         |
| Reisegeschwindigkeit | ca. 811 km/h      |
| Passagiere (max.)    | 172               |
| Reichweite           | 3.860 km          |
| Antrieb              | zwei IAE V2525-D5 |
| Schub                | 111,0 kN          |